# Powiat Löbau-Zittau
Powiat Löbau-Zittau (niem. Landkreis Löbau-Zittau, głuż. wokrjes Lubij-Žitawa) – były powiat w rejencji Drezno, w niemieckim kraju związkowym Saksonia.
W wyniku reformy administracyjnej Saksonii powiat został włączony 1 sierpnia 2008 do nowego powiatu Görlitz.
Siedzibą powiatu Löbau-Zittau była Żytawa.

## Miasta i gminy
| Miasta 1. Bernstadt auf dem Eigen (4 003) 2. Ebersbach/Sa. (8 630) 3. Herrnhut (2 821) 4. Löbau (17 695) 5. Neugersdorf (6 227) 6. Neusalza-Spremberg (2 442) 7. Ostritz (2 847) 8. Seifhennersdorf (4 562) 9. Żytawa (29 835) Wspólnoty administracyjne - Wspólnota administracyjna Bernstadt/Schönau-Berzdorf: Bernstadt auf dem Eigen, Schönau-Berzdorf auf dem Eigen - Wspólnota administracyjna Großschönau-Hainewalde: Großschönau, Hainewalde - Wspólnota administracyjna Herrnhut: Berthelsdorf, Großhennersdorf, Herrnhut, Strahwalde - Wspólnota administracyjna Löbau: Großschweidnitz, Lawalde, Löbau und Rosenbach - Wspólnota administracyjna Neusalza-Spremberg: Dürrhennersdorf, Friedersdorf, Neusalza-Spremberg, Schönbach - Wspólnota administracyjna Obercunnersdorf: Niedercunnersdorf i Obercunnersdorf - Wspólnota administracyjna Olbersdorf: Bertsdorf-Hörnitz, Jonsdorf, Olbersdorf i Oybin - Wspólnota administracyjna Oppach-Beiersdorf: Beiersdorf i Oppach (siedziba wspólnoty) | Gminy 1. Beiersdorf (1 287) 2. Berthelsdorf (1 751) 3. Bertsdorf-Hörnitz (2 503) 4. Dürrhennersdorf (1 183) 5. Eibau (4 846) 6. Friedersdorf (1 433) 7. Großhennersdorf (1.553) 8. Großschönau (6.416) 9. Großschweidnitz (1.434) 10. Hainewalde (1.753) 11. Jonsdorf (1.825) 12. Lawalde (2.100) 13. Leutersdorf (4.145) 14. Mittelherwigsdorf (4.172) 15. Niedercunnersdorf (1.669) 16. Obercunnersdorf (2.156) 17. Oderwitz (5.833) 18. Olbersdorf (5.699) 19. Oppach (2.924) 20. Oybin (1.607) 21. Rosenbach (1.718) 22. Schönau-Berzdorf auf dem Eigen (1.765) 23. Schönbach (1.350) 24. Strahwalde (798) |